# Le Mort qui tue (nouvelle)
Pour les articles homonymes, voir Le Mort qui tue.
Le Mort qui tue (titre original : Planchette) est une nouvelle américaine de Jack London publiée aux États-Unis en 1906.

## Historique
La nouvelle est publiée initialement dans le magazine Cosmopolitan de juin à août 1906, avant d'être reprise dans le recueil Moon-Face & Others Stories en septembre de la même année.

## Éditions

### Éditions en anglais
- Planchette, dans le magazine Cosmopolitan, juin-août 1906.
- Planchette, dans le recueil Moon-Face & Others Stories, un volume chez  The Macmillan Co, New York, septembre 1906

### Traductions en français
- Le Mort qui tue, traduit par Louis Postif in Le Dieu tombé du ciel, recueil, U.G.E., 1975.